# 岸和田市中央公園
岸和田市中央公園（きしわだしちゅうおうこうえん）は、大阪府岸和田市西之内町にある岸和田市立の都市公園（総合公園）である。日本の都市公園100選に選定されている。
施設命名権契約により、2020年（令和2年）4月1日から愛称を「まなび中央公園」（まなびちゅうおうこうえん）としている。

## 概要
元々春木競馬場の敷地を競馬廃止とともに岸和田市が買い上げた経緯を持つ。スポーツ広場、テニスコート、プール、岸和田市総合体育館、フィーエルヤッペンの競技場が存在する。フィーエルヤッペンの競技場は日本国内で唯一の施設。

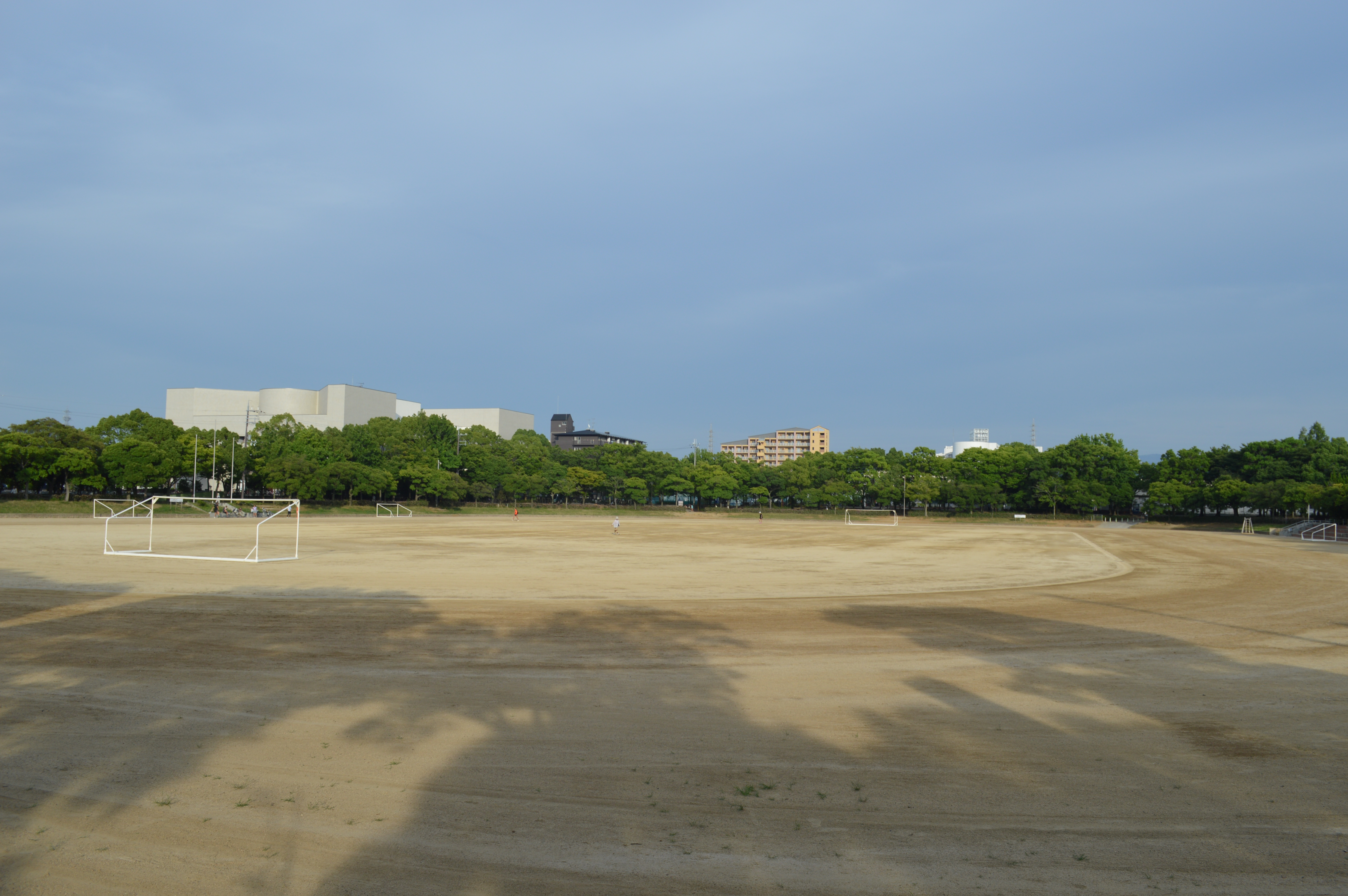
スポーツ広場
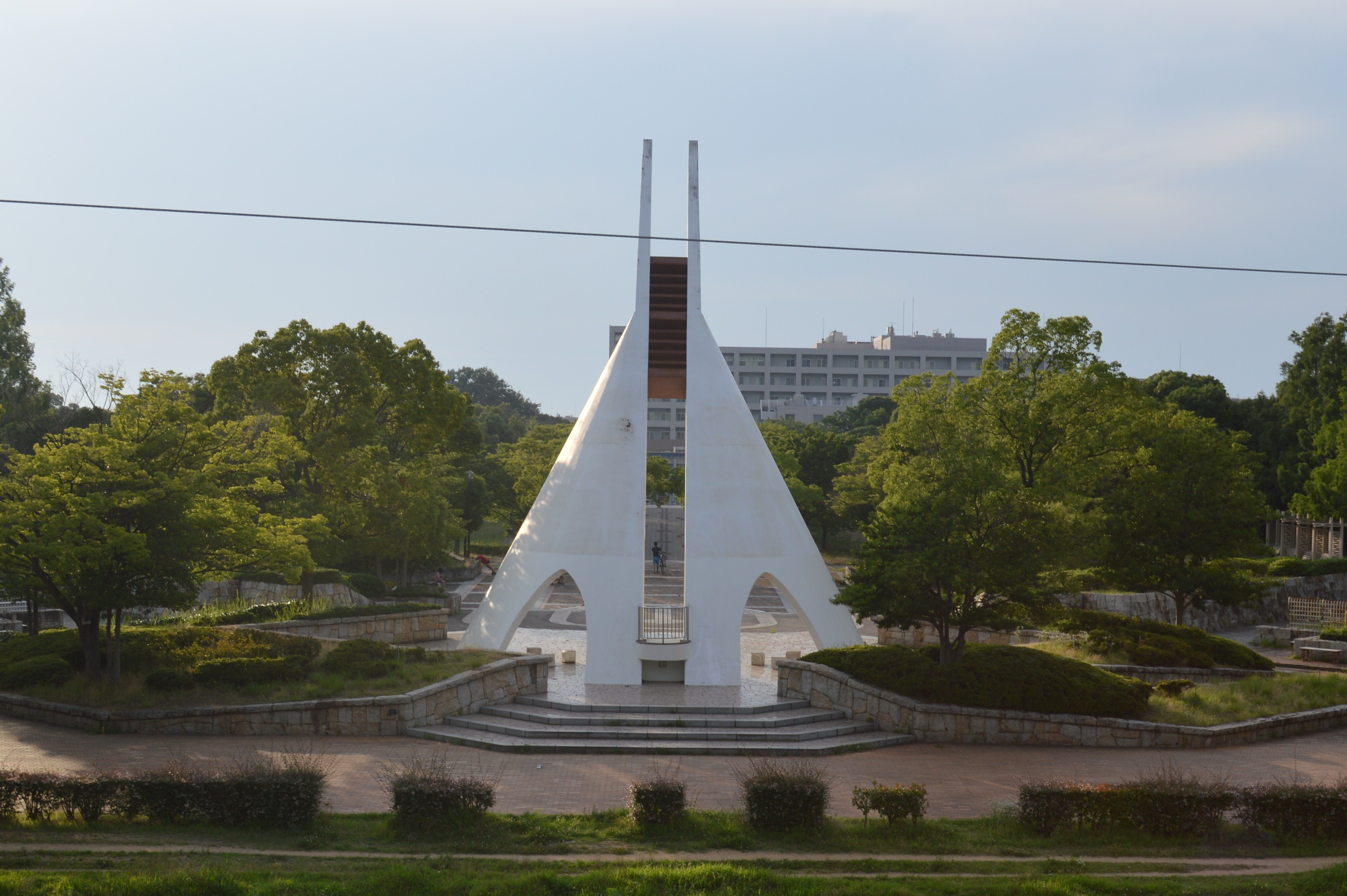
モニュメント
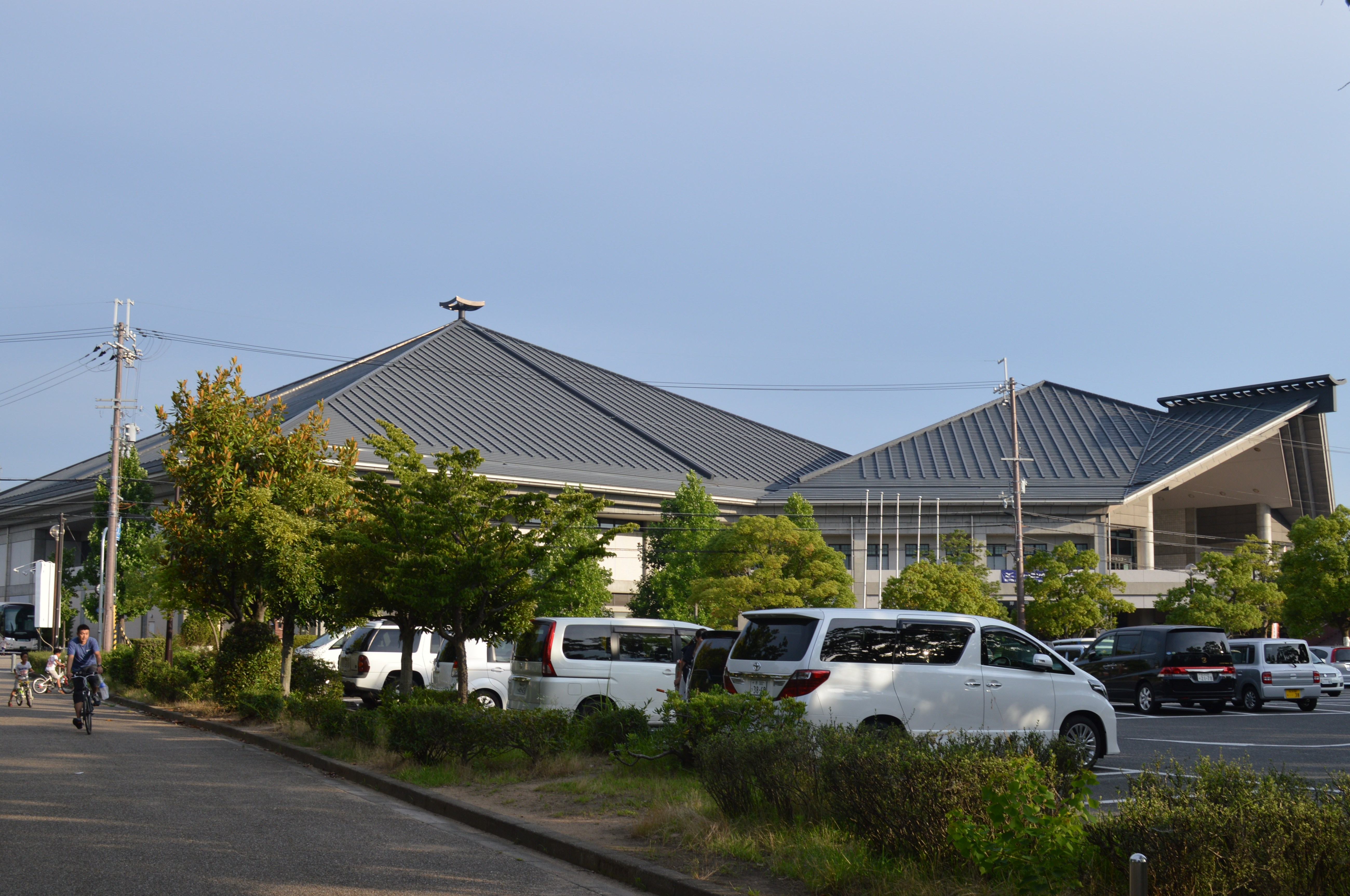
岸和田市総合体育館

## 小学校復元校舎

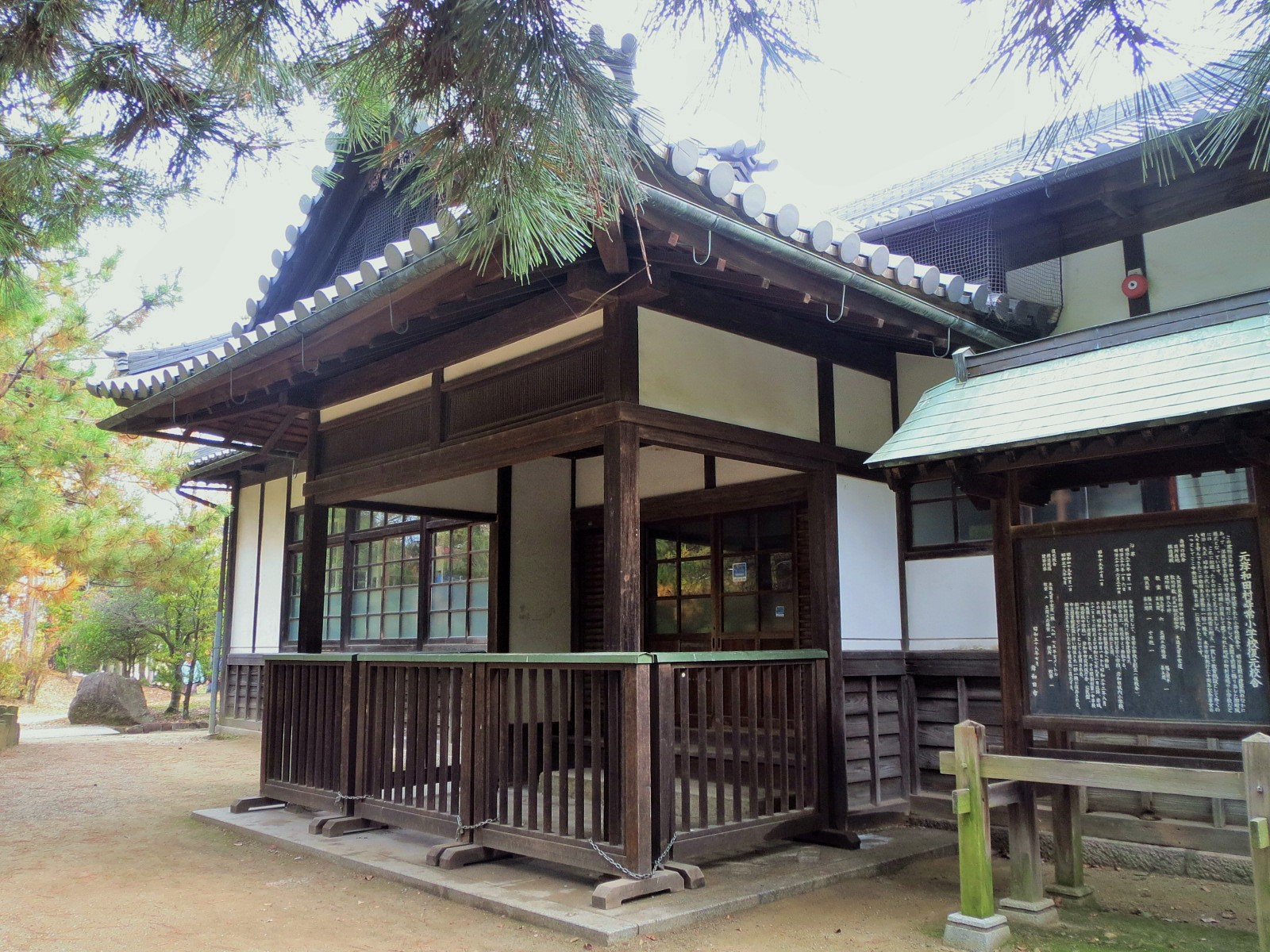
旧岸和田村尋常小学校校舎

同市で最初の小学校建築である旧岸和田村尋常小学校校舎が当公園内の「紅葉の谷」に復元されている。1903年（明治36年）竣工し、城内小学校、岸城幼稚園、市役所仮庁舎、公民館、科学教育センターにも使用され、1974年（昭和49年）解体、1983年（昭和58年）復元移築。建築面積184.75平方メートル、木造平屋建、瓦葺き。中央部の玄関から左右に教室をのばした左右対称の形態や教室に採光目的の大きな窓を持つ外観の意匠が特徴。1997年（平成9年）11月5日、国の登録有形文化財となった。

## 交通
- 南海本線春木駅より南へ約650m
- 南海本線和泉大宮駅より東へ約850m
- JR阪和線久米田駅より北西へ約950m